# Miloslava Svobodová
Miloslava Svobodová (7 de fevereiro de 1984) é uma basquetebolista profissional checa.

## Carreira
Miloslava Svobodová integrou a Seleção Checa de Basquetebol Feminino, em Pequim 2008, que terminou na sétima colocação.